# Волга (газета, Астрахань, 1862)
«Во́лга» — русская газета, выходившая в Астрахани с 1862 по 1865 год.

## История
Газета «Волга» издавалась в Астрахани с подзаголовком «Вестник промышленности, торговли и общественной жизни приволжского и прикаспийского края».
Первый выпуск был выпущен 6 января 1862 года. В первые годы выходила два раза в неделю, с 1864 года — еженедельно.
Издавал и редактировал газету В. А. Бенземан, с 1863 года — В. Беклешов.
Газета придерживалась либерального направления. Подвергала критике крупных рыбопромышленников за стремление монополизировать рыбные промыслы.
Прекратила своё существование в 1865 году, не выдержав нападок со стороны местных купцов и торговцев.